# Joseph-Daniel Dussault
Joseph-Daniel Dussault (* 6. Januar 1864 in Charlesbourg; † 1. April 1921 in Montreal) war ein kanadischer Organist und Musikpädagoge.

## Leben und Wirken
Dussault hatte ersten Orgelunterricht bei seinem Vater Cléophas Dussault (1828–1907), der Organist an der Kirche St-Ambroise in Charlesbourg war. Nach 1879 studierte er bei Gustave Gagnon in Quebec und wirkte zugleich an der Jesuitenkirche als Organist. Von 1881 bis 1889 war er Organist der Gemeinde Lotbinière.
Nach Studien in Boston und New York ging er 1889 nach Paris, wo er seine Ausbildung unter Eugène Gigout fortsetzte. Nach seiner Rückkehr nach Kanada wurde er 1891 Organist an der Kathedrale St-Hyacinthe; im Folgejahr wurde er Organist und Dirigent an der St Paul’s Church in Oswego/New York, wo er bis 1896 blieb. In diesem Jahr wurde er Nachfolger von Alcibiade Béique an der Kirche Notre-Dame in Quebec, wo er bis zu seinem Tode wirkte.
Daneben unterrichtete er an der McGill University und anderen Institutionen. Zu seinen Schülern zählten Jean-Noël Charbonneau und Hector Pellerin.
Um 1890 gab er eine Überarbeitung von Johann Carl Eschmanns Guide du jeune pianiste heraus. Eine auf 18 Bände geplante Ausgabe von Orgelwerken unter dem Titel L’Organiste liturgique wurde auf Grund der durch das Motu proprio Tra le sollecitudini (1903) des Papstes Pius X. eingeleiteten Kirchenmusikreform nach dem zweiten Band abgebrochen.